# Atti di Andrea
Gli Atti di Andrea sono la prima testimonianza degli atti e dei miracoli dell'apostolo Andrea. La versione sopravvissuta è menzionata in un'opera del III secolo, il copto manicheo Salterio, che fornisce un terminus ante quem, secondo i suoi editori, MR James (1924) e Jean-Marc Prieur in The Anchor Bible Dictionary (vol.1, p. 246), ma mostra diversi segni di un'origine della metà del II secolo. Prieur ha affermato che "La cristologia distintiva del testo" e la sua mancanza di menzione dell'organizzazione, della liturgia e dei riti ecclesiastici della chiesa, porta a "militare per un appuntamento precoce". Nel IV secolo gli Acta Andreae furono relegati negli apocrifi del Nuovo Testamento.
Prieur ha anche affermato che il suo "tono sereno" e l'innocenza di qualsiasi polemica o controversia sulle sue idee o consapevolezza dell'eterodossia, in particolare nell'area della cristologia, mostrano che "deriva da un periodo in cui la cristologia della Grande Chiesa non aveva ancora preso forma solida".
Le narrazioni episodiche in cui le figure di Andrea sopravvivono in modo incompleto in due tradizioni manoscritte,  a parte citazioni e frammenti che si presume provengano da sezioni perdute. Uno è uno dei primi manoscritti copti di parte di una delle narrazioni, conservato presso la Biblioteca dell'Università di Utrecht;  L'altro è incarnato nel Martyrium greco, integrato da manoscritti che lo portano a 65 capitoli.
Tradizionalmente si dice che il testo fosse basato sugli Atti di Giovanni e sugli Atti di Pietro, e persino avesse avuto lo stesso autore, il "Leucio Carinus" a cui sono attribuiti tutti i romanzi del II secolo . Come queste opere, gli Atti di Andrea descrivono i presunti viaggi del personaggio del titolo, i miracoli che ha compiuto durante essi e, infine, una descrizione del suo martirio.
In un testo separato noto con il nome di Atti di Andrea e Mattia, edito da Max Bonnet nel 1898 e tradotto da MR James, Mattia è ritratto come prigioniero in un paese di antropofagi (letteralmente mangiatori di uomini, cioè cannibali) e viene salvato da Andrea e Gesù; non è più considerata una parte del testo degli Acta Andreae .
Come quelli nei due libri degli Atti su cui sembra basato, i miracoli sono estremamente soprannaturali e altamente stravaganti. Ad esempio, a parte i soliti miracoli di resuscitare i morti, guarire i ciechi e così via, sopravvive essendo posto tra animali feroci, calma le tempeste e sconfigge gli eserciti semplicemente segnandosi. C'è anche molto moralismo: Andrew fa morire un embrione che era illegittimo e salva anche un ragazzo dalla madre incestuosa, un atto che le porta false accuse contro di loro, chiedendo a Dio di inviare un terremoto per liberare Andrea e il ragazzo. Il testo si avventura così tanto nel regno degli eventi soprannaturali estremi che, pur essendo crocifisso, Andrea è ancora in grado di tenere sermoni per tre giorni.
Eusebio di Cesarea conosceva l'opera, che liquidava come la produzione di un eretico e assurdo. Gregorio di Tours fu lieto di trovarne una copia e ne scrisse una recensione drasticamente ridotta intorno al 593, tralasciando le parti per "che, a causa della sua eccessiva verbosità, era chiamata da qualche apocrifo", per il quale sentiva di essere stato condannato. La sua versione libera cancella il dettaglio che la predicazione ascetica dell'apostolo indusse la moglie del proconsole a lasciare il marito - socialmente e moralmente inaccettabile per un pubblico merovingio  riporta la narrazione in conformità con l'ortodossia cattolica del suo tempo, quindi aggiunge nuovo materiale.

## Contenuto e uso
Il testo descrive predicazione e miracoli dell'apostolo in Acaia (Grecia). Andrea convince Maximilla, sposa del governatore romano dell'Acaia Aegates, a vivere in continenza. Imprigionato e condannato, Andrea è crocifisso a Patrasso e per tre giorni e tre notti predica al popolo. Dopo la morte dell'apostolo Aegates sconvolto dal rimorso si suicida.
Eusebio afferma che fossero apocrifi. Secondo la testimonianza di Epifanio di Salamina (IV secolo), gli Atti erano utilizzati da Encratiti, Apostolici e Origenisti. Successivamente e fino al IX secolo si diffusero in tutto il mondo cristiano, dall'Africa e dal Vicino Oriente, fino all'Asia Minore, alla Grecia, all'Italia e alla Spagna; riscossero particolare successo tra i gruppi cristiani che avevano a cuore le tematiche del dualismo e dell'ascetismo, come Manichei e Priscillianisti.
Sebbene fosse condannato dal Decretum Gelasianum, gli Atti di Andrea continuarono a riscuotere successo, sebbene circolassero sempre più sotto forma epitomata o incompleta, in Occidente fino al VI secolo, in Oriente fino al IX secolo.

## Datazione e relazione con altri testi
La composizione degli Atti di Andrea è collocata dagli studiosi tra il 150 e il 200, con una preferenza per la prima data. Il Salterio manicheo contiene riferimenti ad eventi narrati negli Atti, per cui la composizione di questi ultimi non può essere successiva al III secolo, ma diverse caratteristiche del testo fanno propendere per la metà del II secolo: la sua cristologia peculiare, che è eterodossa senza segni di alcuna polemica; la mancanza di menzioni del Gesù biblico e di quello storico; la distanza dalle strutture ecclesiastiche entrate in voga successivamente.
Per genere letterario, teologia, struttura e periodo di composizione, gli Atti di Andrea sono vicini agli Atti di Giovanni.

## Autore
Lo scrittore del IX secolo Fozio identifica (Codex 114) l'autore in un certo Leucio Carino discepolo dell'apostolo Giovanni, che avrebbe composto anche altri atti apocrifi, compresi nel cosiddetto "ciclo leuciano": Atti di Pietro, Atti di Giovanni, Atti di Andrea, Atti di Tommaso, e Atti di Paolo.